# Çayırbağı, Düzköy
Çayırbağı là một thị trấn thuộc huyện Düzköy, tỉnh Trabzon, Thổ Nhĩ Kỳ. Dân số thời điểm năm 2011 là 5.091 người.